# Sinistrisme
Sinistrismo (francés: Sinistrisme, [sinistʁism]) es un neologismo inventado por el politólogo Albert Thibaudet en Les idées politiques de la France (1932) para explicar la evolución y la recombinación de los sistemas de partidos sin que se produzcan cambios sustanciales en la ideología del partido. 

## Descripción

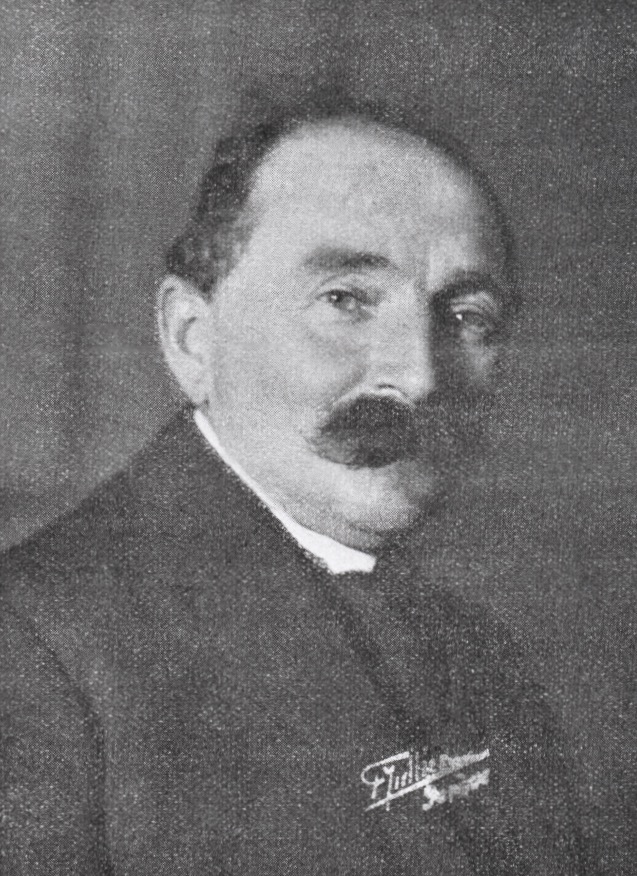
Albert Thibaudet, inventor del sinistrismo.

Thibaudet vio que, con el tiempo, surgirían problemas que anteriormente no se habían politizado, lo que despertó la preocupación del público y estimuló una demanda de acción política. Se formaría un nuevo movimiento político para defender las nuevas preocupaciones, y esto generaría repercusiones en todo el sistema político existente. El viejo partido de la izquierda se dividiría, y algunos aceptarían los nuevos temas como legítimos, acordando cooperar con los recién llegados y adaptando su ideología en consecuencia. Otros en la izquierda existente duplicarían sus ideas existentes, rechazando el cambio: sin haber cambiado sus ideas, terminarían empujando de facto un espacio a la derecha y terminarían como el nuevo centro. Mientras tanto, el viejo grupo del centro sería empujado hacia el centro-derecha, y así sucesivamente. En cuanto a la extrema derecha, con el tiempo los problemas de conservación social que los motivaron perderían gradualmente su atractivo, y a medida que las viejas cuestiones desaparecieran del espacio se liberaría para que el antiguo derecho se convirtiera en la nueva extrema derecha. 
Francia proporcionó el ejemplo por excelencia. Los monárquicos liberales socialmente conservadores habían sido la centroizquierda de la década de 1820, pero fueron empujados a convertirse en el nuevo centro por la aparición de republicanos socialmente conservadores (modérés o républicains oportunistes) en la década de 1830. Estos fueron empujados al centro por la aparición de los radicales en la década de 1870; Estos fueron empujados al centro por la aparición en la década de 1900 de los radicales-socialistas, que fueron empujados hacia el centro por el crecimiento de la socialista Sección Francesa de la Internacional de los Trabajadores en la década de 1920, que a su vez fueron empujados hacia el centro por La aparición en la década de 1950 del Partido Comunista Francés. 
Este proceso (visto por Thibaudet como una necesidad histórica) explicaba así a Thibaudet, la tendencia de los conservadores sociales, particularmente en Francia, a negar la etiqueta droite (derecha), asociada durante mucho tiempo en la historia francesa con el monarquismo, a favor de la izquierda. El surgimiento de nuevos rivales a su izquierda significó que un bloque político repentinamente se desplazó un espacio a la derecha, sin considerarse un partido de la derecha: por lo tanto, los grupos políticos en Francia generalmente usaban etiquetas que a un extraño parecería pertenece un espacio a la izquierda: 
- Los diputados radicales que alguna vez pertenecieron, sin ambigüedades, a la familia política radical se vieron obligados a decidir si unirse o no al nuevo Partido Republicano Radical y Radical-Socialista cuando esto se creó en 1901. Los que no lo hicieron, como el histórico líder radical Georges Clemenceau, fueron empujados a la centroderecha, aunque todavía se consideraban hombres de izquierda. Como resultado, los radicales no radicales-socialistas continuaron llamando a su partido parlamentario la 'Izquierda radical', aunque ahora eran un partido de centroderecha casi indistinguible de los liberales a su derecha inmediata.
- Diputados liberales con puntos de vista socialmente conservadores pero que aceptaron el laissez-faire económico, la soberanía parlamentaria y el constitucionalismo, estaban en 1900 situados en la centroizquierda. Como resultado, etiquetaron a su grupo parlamentario como la "Izquierda republicana", incluso cuando, veinte años después, se ubicaron firmemente en la centroderecha de la mayoría de los asuntos. Después de la Segunda Guerra Mundial, esta terminología persistió: el grupo que reunió a varios radicales y liberales situados entre los socialistas y los demócratas cristianos se denominó a sí mismos el Consejo de los Republicanos de Izquierda.
- Los católicos y conservadores que aceptaron la legalidad del régimen republicano podían encontrarse en dos grupos para 1900. El primero, ideológicamente conservador pero tácticamente aceptando la existencia de la Tercera República, se autodenominó "Derecho constitucional" o "Derecho republicano", mientras que aquellos que tenían una aceptación más sincera de la constitución republicana formaron, entre 1899-1901, un partido etiquetado "Acción Liberal". Por lo tanto;
- Los monárquicos que fueron elegidos para el parlamento bajo la Tercera República al principio exhibieron con orgullo esa etiqueta. Con el tiempo, sin embargo, se volvió políticamente inaceptable hacerlo, y cambiaron su terminología. Así, cuando Thibaudet escribía en 1931, los monárquicos en la extrema derecha del parlamento se autodenominaban "conservadores" (un término asociado desde 1818 con los monárquicos absolutos), "independientes" (un término asociado desde 1900 con la Acción Francesa), o "Republicanos nacionales" (un término asociado con los bonapartistas y los Jeunesses Patriotes), etiquetas que para un extraño podrían parecer más lógicas pertenecer a la derecha central.

Este fenómeno todavía estaba en juego hasta bien entrado el siglo XX. El historiador René Rémond observó que después de 1924 el término "derecha" desapareció del glosario de la política dominante en Francia, de tal manera que "en las elecciones presidenciales de 1974, solo un candidato se declaró perteneciente a la derecha: Jean-Marie Le Pen; en 1981, no había ninguno". Conservador (que había sido el nombre de una revisión ultrarealista en 1818-1820) era un sinónimo de "ala derecha" a menudo utilizada bajo la Tercera República, en particular por la Cámara del Bloc national. Los independientes, utilizados en la década de 1920 para diputados cercanos al movimiento realista de Action francaise, fueron utilizados más tarde por políticos menos reaccionarios.